# Fiserv
Fiserv – amerykańskie przedsiębiorstwo z siedzibą w Milwaukee w stanie Wisconsin, operujące w sektorze technologii dla usług finansowych. Do spektrum działalności firmy zaliczają się usługi związane z płatnościami elektronicznymi, kartami płatniczymi, rozwiązaniami fakturowymi, systemami przetwarzania rachunków bankowych i inne.
Przedsiębiorstwo posiada bazę 14,5 tys. klientów, do których należą banki, towarzystwa kredytowe, przedsiębiorstwa zarządzające inwestycjami, firmy leasingowe i finansowe, a także firmy handlowe i detaliczne.